# Anouar Hmila
Anouar Hmila (* 14. Juli 1974) ist ein ehemaliger tunesischer Fußballschiedsrichterassistent.
Von 2007 bis 2019 stand Hmila auf der Liste der FIFA-Schiedsrichter und war an der Spielleitung internationaler Fußballspiele beteiligt.
Hmila wurde bei insgesamt vier Afrika-Cups eingesetzt. Beim Afrika-Cup 2013 in Südafrika, beim Afrika-Cup 2015 in Äquatorialguinea, beim Afrika-Cup 2017 in Gabun und beim Afrika-Cup 2019 in Ägypten leitete er insgesamt elf Spiele.
Zudem war Hmila unter anderem Schiedsrichterassistent bei der Weltmeisterschaft 2018 in Russland (als Assistent von Bamlak Tessema Weyesa; die beiden blieben jedoch ohne Einsatz als Schiedsrichtergespann), bei der U-17-Weltmeisterschaft 2013 in den Vereinigten Arabischen Emiraten, der U-17-Weltmeisterschaft 2015 in Chile und der U-17-Weltmeisterschaft 2017 in Indien, in der afrikanischen WM-Qualifikation sowie bei diversen Qualifikations- und Freundschaftsspielen.